# رزتا توفانو
رُزتا توفانو (ایتالیایی: Rosetta Tofano; ۵ مارس ۱۹۰۲ – ۷ آوریل ۱۹۶۰) بازیگر اهل ایتالیا بود.
از فیلم‌ها یا مجموعه‌های تلویزیونی که وی در آن‌ها نقش داشته است می‌توان به شاهزاده سیندرلا اشاره نمود.